# گارت هادسون
گارت هادسون (انگلیسی: Garth Hudson؛ زادهٔ ۲ اوت ۱۹۳۷) یک موسیقی‌دان اهل کانادا است. وی از سال ۱۹۴۹ میلادی تاکنون مشغول فعالیت بوده‌است.